# 스테이지드
스테이지드(영어: Staged)는 6편으로 이루어진 영국의 코미디 텔레비전 드라마이다. 코로나19 범유행으로 인한 봉쇄를 배경으로 하고 화상 통화 기술을 이용하여 촬영하였다. 2020년 6월 10일 BBC One에서 처음으로 방송하였다. 이후 2020년 10월 22일 두 번째 시리즈로 리뉴얼됐다.

## 플롯
마이클 쉰과 데이비드 테넌트는 봉쇄 기간 동안 루이지 피란델로의 연극 작가를 찾는 6인의 등장인물의 공연을 리허설하려고 가상화된 연극을 진행한다.

## 등장인물

### 주연
- 마이클 쉰 - 자신
- 데이비드 테넌트 - 자신
- 사이먼 에반스 - 자신, 감독
- 조지아 테넌트 - 자신, 데이비드의 아내
- 애나 룬드버그 - 자신, 마이클의 여자친구
- 루시 이튼 - 자신, 사이먼의 동생

### 게스트
- 니나 소사냐 - 조
- 레베카 게이지 - 재니
- 새뮤얼 L. 잭슨 - 자신
- 에이드리언 레스터 - 자신
- 주디 덴치 - 자신

## 에피소드
| 번호 | 제목                             | 감독          | 작가          | 본 방송 날짜    |
| ---- | -------------------------------- | ------------- | ------------- | --------------- |
| 1    | "Cachu Hwch"                     | 사이먼 에반스 | 사이먼 에반스 | 2020년 6월 10일 |
| 2    | "Up To No Good"                  | 사이먼 에반스 | 사이먼 에반스 | 2020년 6월 10일 |
| 3    | "Who The F#!k is Michael Sheen?" | 사이먼 에반스 | 사이먼 에반스 | 2020년 6월 17일 |
| 4    | "Bara Brith"                     | 사이먼 에반스 | 사이먼 에반스 | 2020년 6월 17일 |
| 5    | "Ulysses"                        | 사이먼 에반스 | 사이먼 에반스 | 2020년 6월 24일 |
| 6    | "The Cookie Jar"                 | 사이먼 에반스 | 사이먼 에반스 | 2020년 6월 24일 |

2020년 9월 16일 훌루에서 전 에피소드를 감상할 수 있게 되었다.